# NGC 3401
NGC 3401 is een niet-bestaand object in het sterrenbeeld Sextant. Het hemelobject werd op 13 april 1784 ontdekt door de Duits-Britse astronoom William Herschel.